# Moša Pijade
Moša Pijade (grafia cirillica: Моша Пијаде) (Belgrado, 4 gennaio 1890 – Parigi, 15 marzo 1957) è stato un politico, partigiano e antifascista jugoslavo, di origini ebraiche.
Fu uno dei dirigenti principali del Partito comunista jugoslavo, nonché uno stretto collaboratore di Josip Broz Tito nella Resistenza partigiana durante la seconda guerra mondiale.

## Biografia
Da giovane fu pittore (studiò pittura a Monaco e Parigi e tornò a Belgrado come insegnante d'arte), critico d'arte e giornalista. Fu il traduttore de Il Capitale di Karl Marx in serbo-croato. Lo si considerò uno dei personaggi di maggior influenza sull'ideologia marxista durante il “vecchio regime” nel Regno di Jugoslavia.
Nel 1925 venne condannato a venti anni di prigione per "attività rivoluzionarie". Venne rilasciato dopo quattordici anni, nel 1939. Fu imprigionato di nuovo nel 1941 nel campo di Bileca.
Ricoprì alte cariche politiche durante e dopo la Seconda guerra mondiale e fu uno stretto collaboratore di Tito e da questi molto ascoltato: fu Pijade che convinse il Maresciallo a non procedere alla condanna a morte del direttore d'orchestra e compositore Lovro Von Matačić, che all'epoca del governo Pavelić ne fu una sorta di "ministro della Musica", pur non avendo né simpatie né affinità col regime ustascia. Il Maestro, la cui moglie era ebrea come Moša Pijade, venne risparmiato e mandato a fondare l'Opera a Skopje.
Nel 1941, Pijade fu uno dei leader della rivolta in Montenegro.
Secondo documenti dei cetnici dell’epoca (quindi di propaganda antisemita), ma ripresi anche recentemente dalle pubblicazioni storiche come fonti attendibili, gli viene attribuita la spietata crudelta verso le persone che si rifiutavano di unirsi alle sue unità. Sempre secondo le stesse dubbie fonti successivamente venne richiamato nella sede comunista a causa delle questioni legate alla rivolta.
Pijade fu l'ideatore delle cosiddette “disposizioni di Foča” (1942), che prescrissero la fondazione e l'attività dei movimenti di liberazione popolare nei territori liberati durante la guerra anti-nazista.

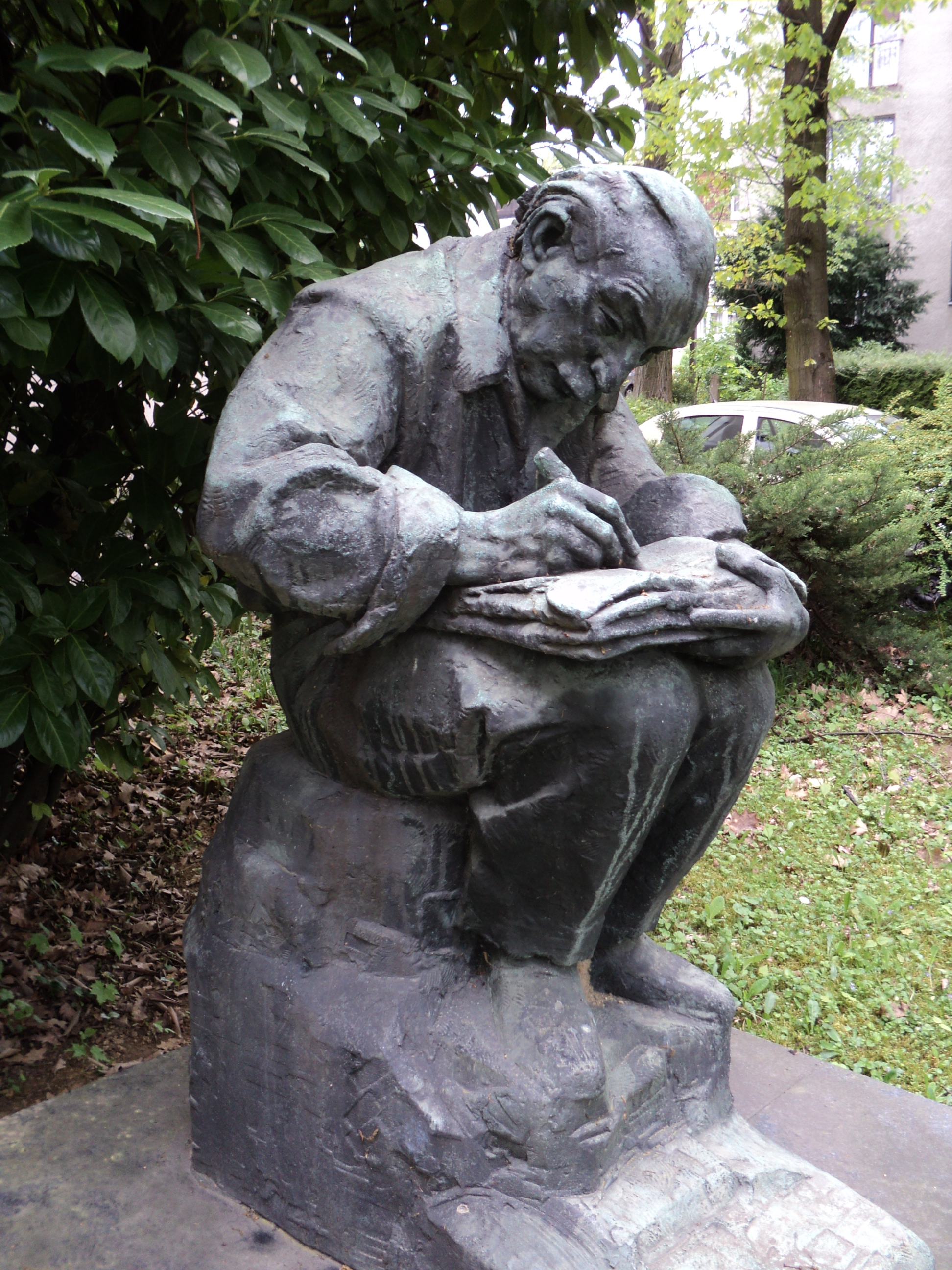
Monumento a Moša Pijade a Zagabria

Nel novembre 1943 durante il secondo congresso dell'AVNOJ a Jajce, pose le basi per la fondazione del Tanjug.
Nel dopoguerra fu proclamato eroe popolare di Jugoslavia. Nel 1948 Pijade convinse Tito a permettere agli ebrei rimasti in Jugoslavia di emigrare in Israele. Tito accettò un'eccezione una tantum. Di conseguenza, 3.000 ebrei emigrarono dalla Jugoslavia in Israele sulla SS Kefalos nel dicembre 1948. Tra questi c'era Tommy Lapid, che divenne vice primo ministro di Israele ed era il padre di Yair Lapid.
Divenne membro del Comitato centrale (CK SKJ) e del Politburo del Partito Comunista Jugoslavo. Dopo aver guidato il comitato esecutivo in Parlamento, fu nel biennio 1953-1954 vicepresidente e nel biennio 1954-1955 presidente del Parlamento federale jugoslavo. Nel 1957 durante un viaggio della delegazione parlamentare jugoslava al parlamento britannico e quello francese, improvvisamente morì in Francia.